# Condalia correllii
Condalia correllii är en brakvedsväxtart som beskrevs av Marshall Conring Johnston. Condalia correllii ingår i släktet Condalia och familjen brakvedsväxter. Inga underarter finns listade i Catalogue of Life.